# Hrabstwo Hickman (Kentucky)

Piramida wieku hrabstwa

Hrabstwo Hickman – hrabstwo w USA, w stanie Kentucky. Według danych z 2010 roku, hrabstwo zamieszkiwały 4902 osoby. Siedzibą hrabstwa jest Clinton.

## Miasta
- Columbus
- Clinton